# Christoph Tausch
Christoph Tausch, né le 25 décembre 1673 à Innsbruck et mort à Neisse le 4 novembre 1731, est un architecte et peintre jésuite autrichien.

## Biographie
Christoph Tausch entre à l'âge de vingt-deux ans dans la Compagnie de Jésus de Vienne en tant que frère laïc. Il devient l'élève du peintre jésuite Andrea Pozzo en 1702 et apprend l'art de la peinture et du dessin architectonique. Il assiste Pozzo pour la décoration du palais Liechtenstein de Roßau, près de Vienne. Après la mort de Pozzo en 1709, il termine les fresques du réfectoire du Clementinum de Prague, ainsi que la construction de la maison de probation jésuite Sainte-Anne, à Vienne (1709-1710).
En 1722, l'évêque de Breslau, Mgr François-Louis de Palatinat-Neubourg, lui commande la décoration intérieure de l'église des jésuites de Breslau. Le maître-autel dessiné par lui est érigé en 1722-1724. Il peint également le tableau d'autel représentant la circoncision du Christ, en 1725. La même année, il réaménage le château de Mergentheim d'après les plans de Balthasar Neumann qui servait de maison de l'ordre Teutonique, dont Mgr de Palatinat-Neubourg, était le grand-maître.
Christoph Tausch travaille à des commandes de la ville épiscopale de Neisse, où il s'installe à demeure. Il y est nommé haut conseiller pour l'architecture. Il bâtit l'école du collège des jésuites de 1722 à 1725 et l'hôpital Sanctæ Trinitatis (1724) sur commande de l'évêque. Ce bâtiment appartenant à la ville sera détruit par les Prussiens en 1741 pendant la Première guerre de Silésie, au début de la guerre de Succession d'Autriche.
Ensuite Tausch devient haut-inspecteur des bâtiments (Oberbauinspektor) de la province jésuite de Bohême, dont tous les travaux doivent lui être soumis. Le maître-autel de l'église paroissiale de Glatz est édifié d'après ses dessins, ainsi que celui de l'église des jésuites de Passau.

## Galerie

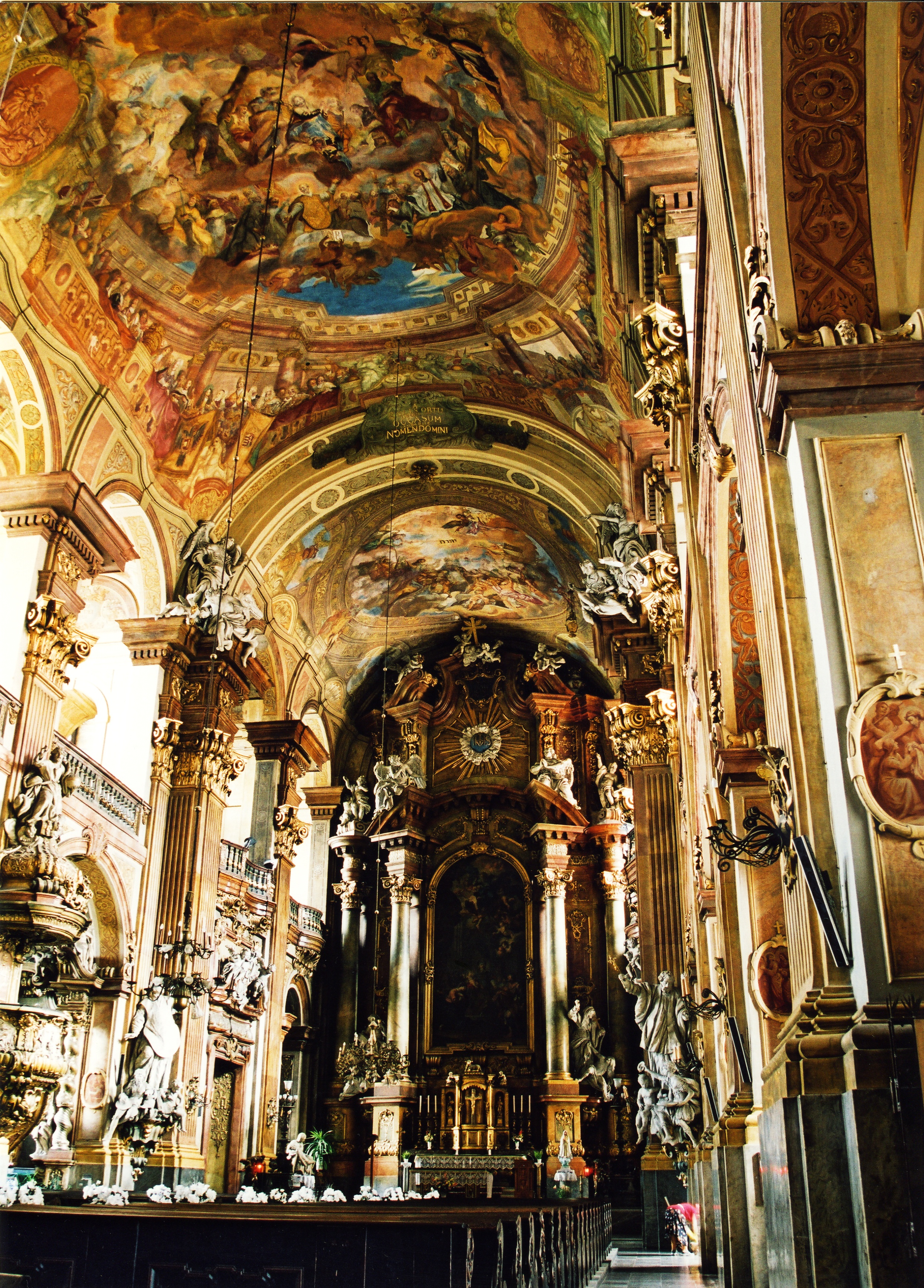
Intérieur de l'église des jésuites de Breslau
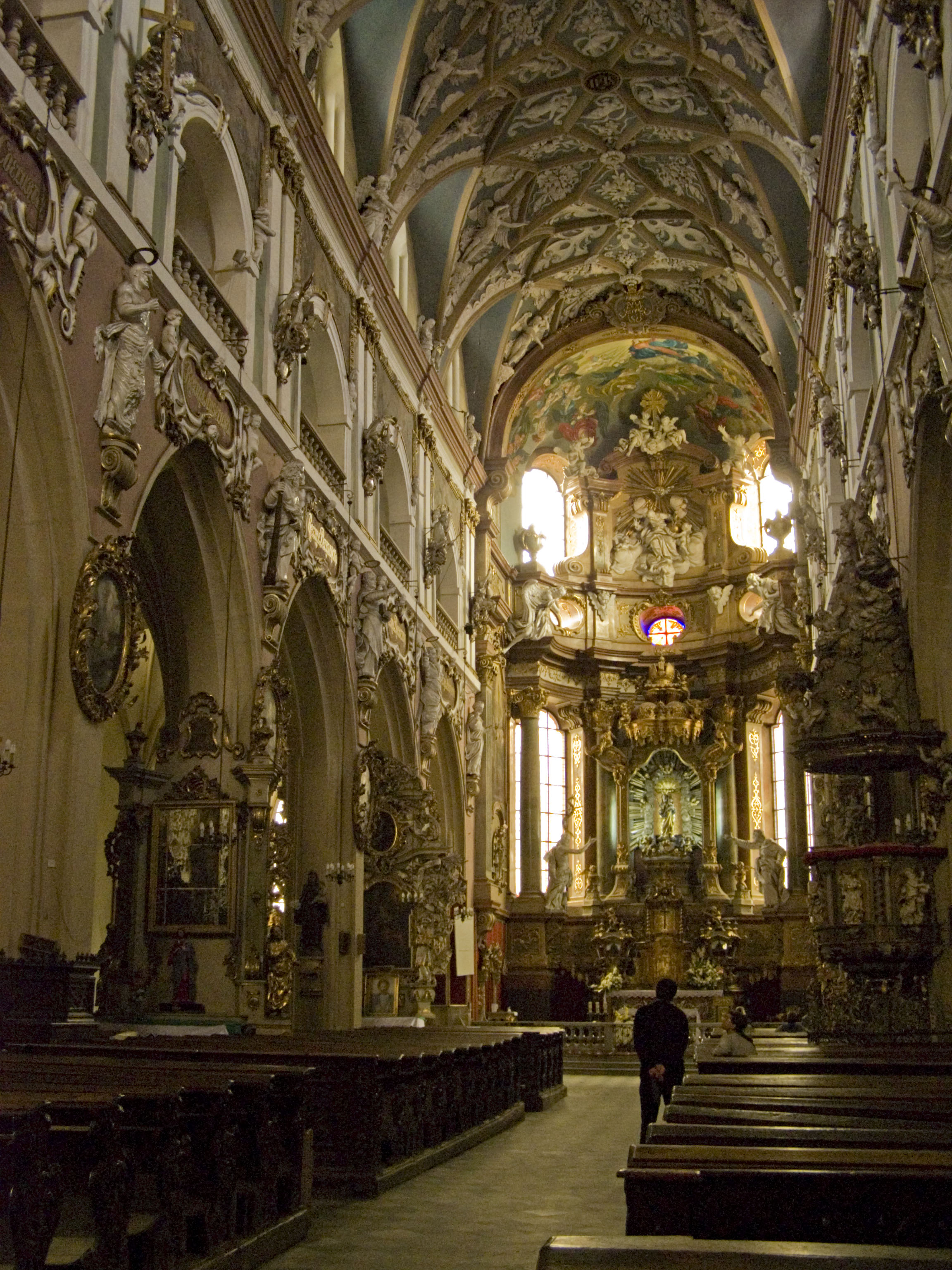
Maître-autel de l'église de l'Assomption de Glatz

## Source
- (de) Cet article est partiellement ou en totalité issu de l’article de Wikipédia en allemand intitulé « Christoph Tausch » (voir la liste des auteurs).
- Notices d'autorité :   - VIAF
  - ISNI
  - BnF (données)
  - LCCN
  - GND
  - NUKAT
  - Tchéquie
  - WorldCat